# Quadriga (Preis)

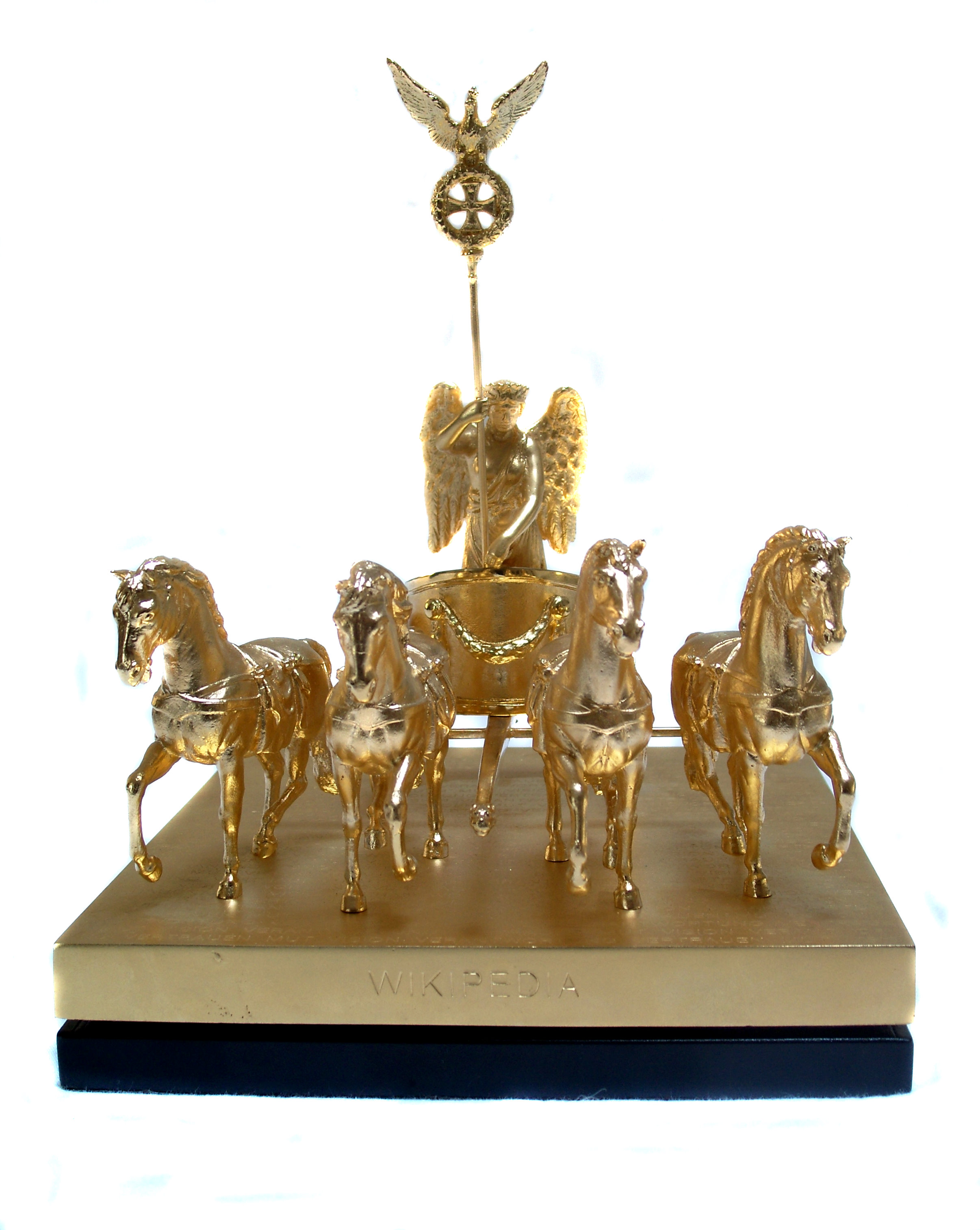
Die Quadriga (hier das 2008 an Wikipedia verliehene Exemplar mit entsprechender Gravur im Sockel)

„Die Quadriga“ war ein von 2003 bis 2010 jährlich in Berlin von der inzwischen insolventen „Netzwerk Quadriga gGmbH“ auf Initiative des Vereins „Werkstatt Deutschland e. V.“ verliehener Preis. Ausgezeichnet wurden Persönlichkeiten oder Gruppen aus Politik, Wirtschaft und Kultur, die durch ihr Engagement ein Zeichen für Aufbruch, Erneuerung und Pioniergeist gesetzt haben sollen. Bis 2007 war der Preis mit 100.000 Euro dotiert, die auf vier Teilpreise aufgeteilt wurden. Nach dem Rückzug des Sponsors Vattenfall im Jahr 2008 war er undotiert.
2011 rief die Absicht, den Preis an Wladimir Putin zu vergeben, massive Proteste hervor. Daraufhin wurde die Preisvergabe zunächst ausgesetzt; dann wurde der Preis nie wieder vergeben. Der Verein wurde am 14. März 2017 aus dem Register gelöscht. Gegen die Netzwerk Quadriga gGmbH wurde ein Insolvenzverfahren eröffnet, und am 18. April 2018 wurde die Gesellschaft aufgelöst.
Dem Vorstand von Werkstatt Deutschland e. V. bzw. der Netzwerks Quadriga gGmbH gehörten unter anderem der Politiker Lothar de Maizière, der Sprecher des Städte- und Gemeindebundes, Franz-Reinhard Habbel, und die Publizistin Marie-Luise Weinberger an; erster Vorsitzender war der 2009 verstorbene Politiker Klaus Riebschläger.

## Verleihung
Der Preis bestand aus einer Miniaturnachbildung der Quadriga auf dem Brandenburger Tor in Berlin. Die Verleihung fand jährlich am Tag der Deutschen Einheit in Berlin statt: in den ersten beiden Jahren im Konzerthaus Berlin (Schauspielhaus) und von 2005 bis 2008 in der Komischen Oper. 2009 wurde die Quadriga im Weltsaal des Auswärtigen Amts verliehen und 2010 erneut im Konzerthaus Berlin am Gendarmenmarkt.

## Aussetzung der Preisvergabe 2011
Für 2011 war geplant, einen Preis an Wladimir Putin zu vergeben, was zu Kritik in der Öffentlichkeit führte. Kritisiert wurde die Entscheidung unter anderem von dem früheren SED-Gegner und Bürgerrechtler Roland Jahn sowie von Markus Löning, dem Menschenrechtsbeauftragten der Bundesregierung. Der Grünen-Politiker Cem Özdemir trat mit der Begründung, er halte Putin für den „falschen Preisträger“, aus dem Preiskomitee aus. Auch der Historiker Edgar Wolfrum sowie die Gründerin der Berliner Bela-Stiftung, Barbara-Maria Monheim, traten aus Protest zurück. Václav Havel drohte mit der Rückgabe des Preises und Ólafur Elíasson gab aus Protest seine Auszeichnung von 2010 am 15. Juli 2011 zurück. Ruprecht Polenz (CDU), der Vorsitzende des Auswärtigen Ausschusses des Bundestages, kritisierte, Putin habe Russland nur wirtschaftlich entwickelt, nicht aber die Rechtsstaatlichkeit und die Verwirklichung der Menschenrechte in Russland vorangebracht. Die menschenrechtspolitische Sprecherin der Unionsfraktion Erika Steinbach sagte, „der Wert des Preises könne nur gerettet werden, wenn die Entscheidung revidiert werde“.
Als Konsequenz aus der Kritik entschloss sich das Kuratorium Mitte Juli 2011, die Preisvergabe für 2011 komplett abzusagen. Nominiert waren neben Putin eigentlich:
- die mexikanische Außenministerin Patricia Espinosa,
- die türkischstämmige Autorin und Lehrerin Betül Durmaz und
- der palästinensische Premierminister Salam Fayyad.[16]

## Preisträger
2003
- Armin Mueller-Stahl, deutscher Schauspieler, in der Kategorie Charisma des Weltbürgers
- Norman Foster, britischer Architekt, in der Kategorie Symbol der Republik
- Jean-Claude Juncker, luxemburgischer Premierminister, und Einars Repše, lettischer Premierminister, in der Kategorie Motoren des Zusammenwachsens
- Amal Rifai, Odelia Ainbinder und Sylke Tempel, Autorinnen von Wir wollen beide hier leben: Eine schwierige Freundschaft in Jerusalem, in der Kategorie Projekt der Versöhnung

2004
- Recep Tayyip Erdoğan, türkischer Premierminister, in der Kategorie Brücken des Respekts
- Éric-Emmanuel Schmitt, französischer Schriftsteller, in der Kategorie Weisheit des Lächelns
- Thomas Quasthoff, deutscher Bassbariton, in der Kategorie Aura der Meisterschaft
- Šimon Pánek, tschechischer Bürgerrechtler, in der Kategorie Caritas der Civil Society
- Hamid Karzai, Präsident des Islamischen Staates Afghanistan, in der Kategorie United we Care

2005
- Helmut Kohl, deutscher Altbundeskanzler, in der Kategorie Kairos der Geschichte
- Timothy Berners-Lee, britischer Wissenschaftler, Schöpfer des World Wide Web, in der Kategorie Netzwerk des Wissens
- Catherine McCartney, Claire McCartney, Donna McCartney, Gemma McMahon, Paula Arnold und Bridgeen, Hagans, Angehörige des von der IRA ermordeten Robert McCartney, die in Nordirland die Bestrafung der Täter fordern, in der Kategorie Macht der Zivilcourage
- S.H. der Aga Khan, Oberhaupt der Ismailiten, in der Kategorie United we Care

2006
- Schimon Peres, israelischer Vize-Premier, in der Kategorie Standpunkt der Verständigung
- Riccardo Illy, italienischer Politiker, in der Kategorie Glaubwürdigkeit des Europäischen
- Florian Henckel von Donnersmarck, Ulrich Mühe und Sebastian Koch, deutsche Filmkünstler (für den Film Das Leben der Anderen), in der Kategorie Dialektik des Ambivalenten
- Wiktor Juschtschenko, ukrainischer Präsident, in der Kategorie United we Care

2007

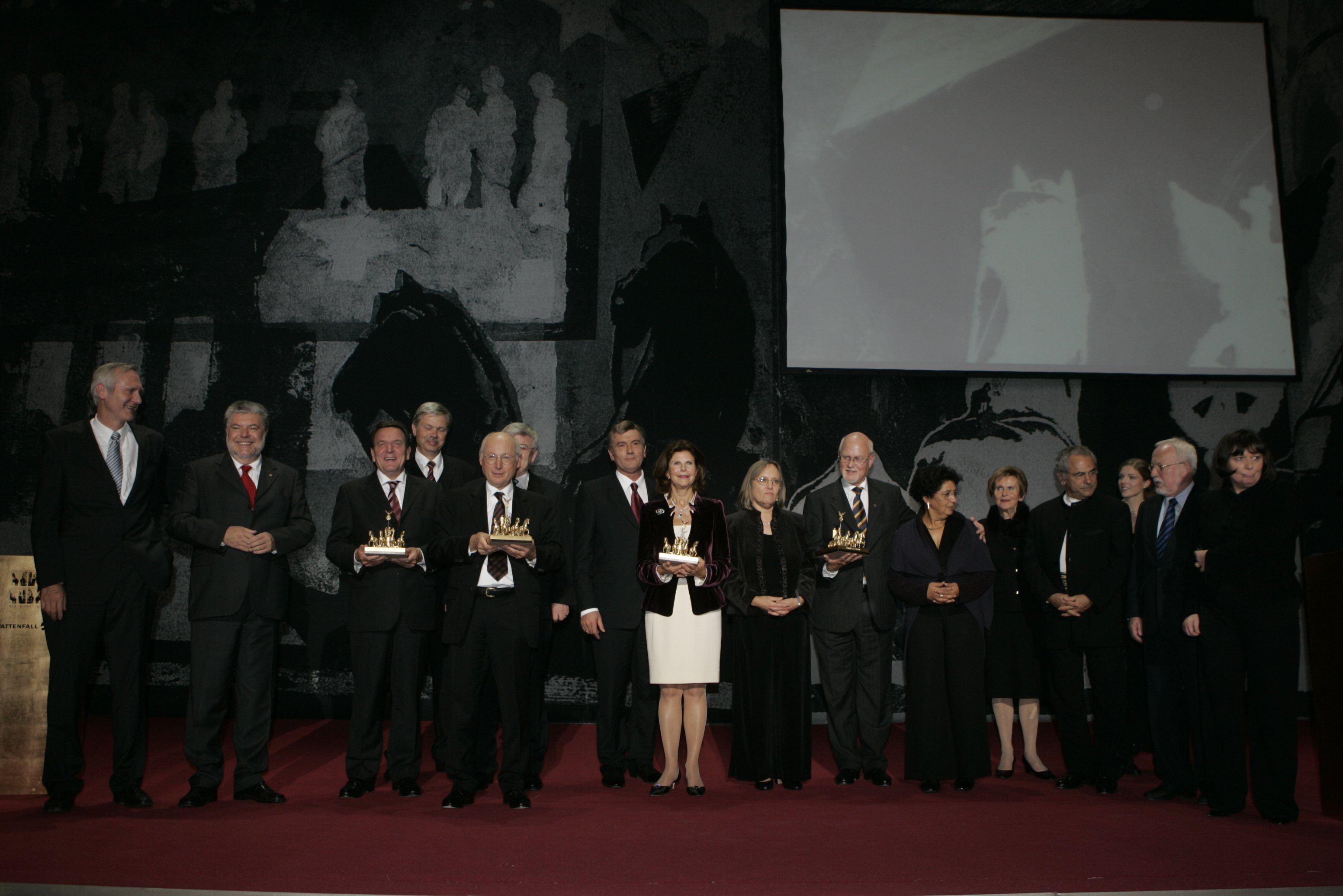
Preisträger und Laudatoren 2007

- Gerhard Schröder, deutscher Altbundeskanzler, in der Kategorie Wagnis der Zäsur
- Aicha El-Wafi und Phyllis Rodriguez, Mütter eines Täters und eines Opfers der Terroranschläge am 11. September 2001, die sich für Versöhnung einsetzen, in der Kategorie Vorbild der Versöhnung
- Der Spiegel, vertreten durch Stefan Aust, Chefredakteur, in der Kategorie Institution der Republik
- Silvia, Königin von Schweden, in der Kategorie United we Care

2008

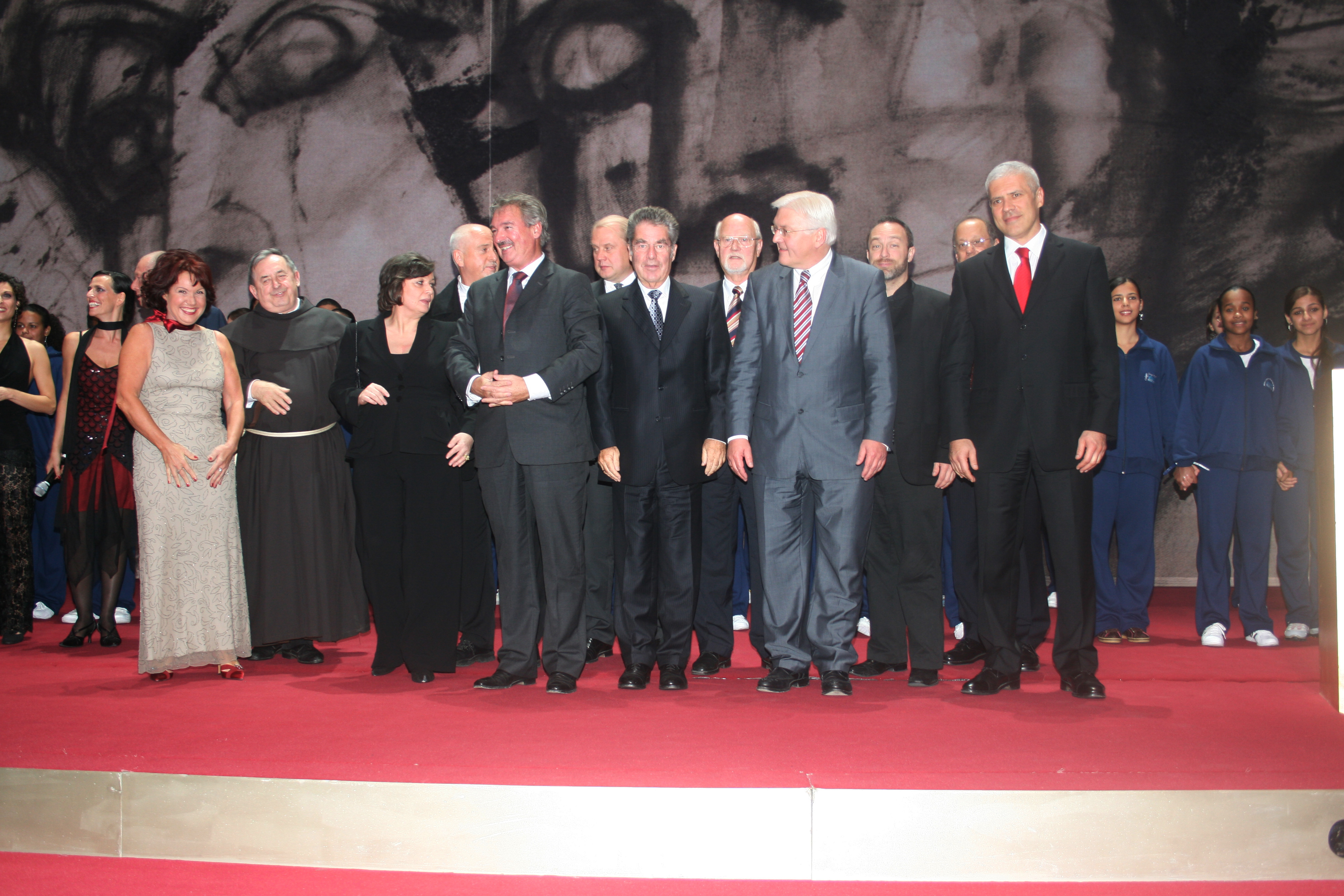
Preisträger und Laudatoren 2008

- Boris Tadić, serbischer Präsident, in der Kategorie Mut der Beharrlichkeit
- Eckart Höfling, Franziskanerpater und Leiter des Sozialwerkes Venerável Ordem Terceira de São Franciso de Peniténcia in Rio de Janeiro, in der Kategorie Heimat der Nächstenliebe
- Wikipedia, vertreten durch Jimmy Wales, in der Kategorie Mission der Aufklärung
- Peter Gabriel, englischer Musiker und Menschenrechtsaktivist, in der Kategorie United we Care

2009
- José Manuel Barroso, Präsident der Europäischen Kommission, in der Kategorie United for the better
- Change for Equality, iranische Frauenrechtsorganisation, vertreten durch Rezvan Moghaddam und Farbia Davoodi, in der Kategorie Netz der Zivilcourage
- Marius Müller-Westernhagen, Künstler, in der Kategorie Klang der Freiheit
- Bärbel Bohley, Bürgerrechtlerin und Initiatorin Neues Forum, und Václav Havel, Schriftsteller und ehemaliger Staatspräsident der Tschechischen Republik, in der Kategorie Macht des aufrechten Ganges
- Michail Gorbatschow, Friedensnobelpreisträger und ehemaliger Staatspräsident der UdSSR, in der Kategorie Dynamik der Hoffnung

2010

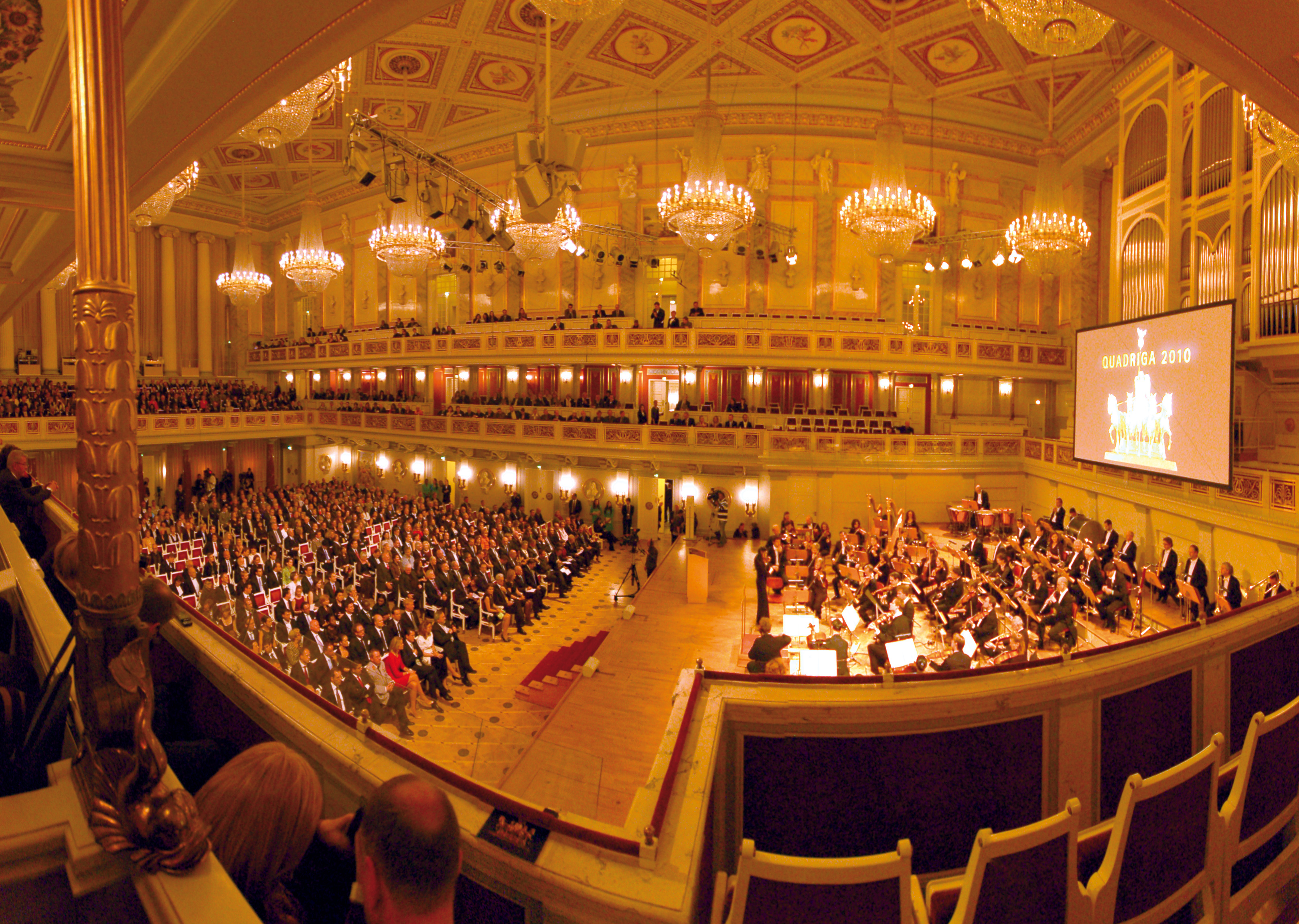
Preisverleihung 2010 im Schauspielhaus in Berlin

- Olafur Eliasson, Künstler in Berlin, in der Kategorie Kunst der Interaktion[29] (Eliasson gab am 15. Juli 2011 aus Protest über die geplante Preisverleihung 2011 an Wladimir Putin seinen Preis zurück.)[30]
- Giorgos Papandreou, griechischer Premierminister, für die Neustrukturierung der Finanzpolitik und die Abwendung eines Staatsbankrotts, in der Kategorie Kraft der Wahrhaftigkeit
- Die Bundeswehr, vertreten durch Karl-Theodor Freiherr zu Guttenberg, Bundesminister der Verteidigung, und Generalleutnant Günter Weiler, Stellvertreter des Generalinspekteurs, in der Kategorie Dienst der Verantwortung
- Albrecht und Kristina Hennig, Gründer des Sagarmatha Choudhary Eye Hospital, Lahan (Nepal), in der Kategorie Licht der Empathie
- Lothar de Maizière, Rechtsanwalt, und Wolfgang Schäuble (vertreten durch Frau Ingeborg und Tochter Juliane), Bundesminister der Finanzen, in der Kategorie Architektur der Einheit.

## Laudatoren
2003
- Peter Ustinov
- Friedrich-Christian Flick
- Kjell Magne Bondevik
- Sayed Kashua
- Avi Primor

2004
- Gerhard Schröder
- Obiora Ike
- Mario Adorf
- Armin Rohde
- Lech Wałęsa
- Michael Rogowski

2005
- Michail Gorbatschow
- Klaus Kleinfeld
- Maria Furtwängler
- Hamid Karzai
- Benjamin William Mkapa

2006
- Wolfgang Schäuble
- Lilli Gruber
- Nico Hofmann
- Karim Aga Khan IV.

2007
- Wiktor Juschtschenko
- Bernard Kouchner, José Ramos-Horta
- Kurt Beck
- Joschka Fischer

2008
- Heinz Fischer
- Frank-Walter Steinmeier
- David Weinberger
- Jean Asselborn

2009
- Donald Tusk
- Jaleh Lackner-Gohari
- Astrid Kirchherr
- Jens Reich
- György Konrád

2010
- Daniel Birnbaum
- Josef Ackermann
- Sigmar Gabriel
- Iris Berben
- Richard Schröder